# بابا نوئل ۲
بابا نوئل ۲ (به انگلیسی: The Santa Clause 2) فیلمی محصول سال ۲۰۰۲ و به کارگردانی مایکل لمبک است. در این فیلم بازیگرانی همچون تیم آلن، الیزابت میچل، جاج رینهولد، وندی کروسون، دیوید کرامهولتز، اریک لوید، اسپنسر برسلین، لیلیانا مومی، آیشا تایلر، پیتر بویل، جی توماس، کوین پولاک، آرت لافلئور، مایکل دورن و مالی شنون ایفای نقش کرده‌اند.
این فیلم دنباله فیلم بابا نوئل و بابا نوئل ۳ دنباله آن است.